# 송질
송질(宋軼, 1454년 ~ 1520년)은 조선의 문신이다. 자는 가중(可仲), 본관은 여산(礪山)이다. 성종 때 문과에 급제하여 여러 벼슬을 거쳐 판서에 이르고, 1512년 우의정, 1513년 좌의정을 거쳐 영의정이 되었다.

## 생애
1477년(성종 8) 사마 양시에 합격한 후 문과에 을과로 급제하였다. 1482년에는 진현시(進賢試)에 발탁, 홍문관정자를 거쳐 1485년 사헌부지평에 올랐다. 이 때에 나라에서 재정 긴축을 강화하여 관찰사와 수령에게 사저곡(私儲穀)과 제사사(諸寺社)의 장리곡(長利穀)을 철저히 조사하여 본주인의 용도를 제하고 그 밖의 것은 감봉(監封)하게 했는데, 그는 이 일의 추진을 주관하였다. 그 일례로 충청도 진천 지방의 재상 신균(辛均)과 상장군 오유종(吳有終)은 모두 사저곡이 수만 석에 이르나 관청의 감봉은 100석에 불과함을 밝히고 진천 고을의 관리를 징계조치하였다. 아울러 각 지방에 농장을 가지고 있는 재상들에게 스스로 납속(納粟)하도록 하는 방안을 제시하여 실시하기도 하였다.
이어 병조정랑에 임명되고, 다시 승정원의 동부승지·우부승지를 거쳐, 1496년(연산군 2) 우승지가 되었다. 이 때 그는 왜인들이 불법적인 약재무역을 횡행하자 이의 단속을 주청하여 실시하게 하였다. 이어 황해도관찰사로 부임했는데 때마침 그 지방에서 유행하던 역질(疫疾)의 치유에 힘써 지방민으로부터 찬사를 받았다.
그 뒤 평안도관찰사가 되어 오랫동안 북방의 국방을 다스렸다. 1501년에는 도민 임지성(林之盛)의 변란을 사전에 파악, 진압했으며, 그 공로로 형조참판에 승진되었다. 같은 해에 천추사(千秋使)로서 명나라에 다녀왔으며, 이어서 공조·호조·이조·형조의 참판을 역임하였다.
특히 동지춘추관사(同知春秋館事)·지의금부사(知義禁府事)를 겸임하며, 경재소(京在所)의 당상관별감을 토성조관(土姓朝官)으로 임명시켜 풍속을 바르게 하고, 왕자·제군(諸君)이 이에 간여하지 못하도록 하였다. 50세 때 정헌대부(正憲大夫)·예조판서가 되고, 이어 형조판서·경기도관찰사를 지냈다.
1506년(중종 1) 중종반정 때 예조판서로서 정국공신(靖國功臣) 3등에 책록되고, 여원군(礪原君)에 봉군되었다. 1509년 함경도체찰사가 되어 동북 육진 지방의 사민입거책(徙民入居策)을 제시하였다. 그리고 북도 일원을 순찰한 뒤 무산·풍산 지방의 《이배도 (移排圖)》를 제작하여, 진상하기도 하였다. 이후 우찬성과 좌찬성을 지냈다.
1512년 이조판서를 거쳐 우의정에 올랐다. 이듬해에는 좌의정을 거쳐 영의정에 임명되었으며, 여원부원군(礪原府院君)에 진봉(進封)되었다. 그러나 대간들로부터 탐오(貪汚)하다는 탄핵을 받아 체직되었다. 시호는 숙정(肅靖)이다.

## 가족 관계
- 할아버지 : 송만달(宋萬達)
  - 아버지 : 송공손(宋恭孫)
  - 어머니 : 박겸형의 딸
    - 장남 : 송지한(宋之翰)
    - 자부: 의령 남씨(남곤의 딸)
      - 손자 : 송인(宋寅)

    - 차남 : 송지간(宋之幹)
    - 딸 : 여산 송씨[1]
    - 사위 : 영의정 홍언필
      - 외손자 : 영의정 홍섬